# Nikołaj Malinin
Nikołaj Fiodorowicz Malinin (ros. Николай Фёдорович Малинин, ur. 1899 we wsi Romanowo w obwodzie wołogodzkim, zm. w czerwcu 1979 w Kijowie) − funkcjonariusz radzieckich organów bezpieczeństwa, pułkownik Armii Czerwonej, p.o. szefa Głównego Zarządu Dróg Szosowych NKWD ZSRR (1938-1939).

## Życiorys
Urodzony w rosyjskiej rodzinie chłopskiej, skończył szkołę techniczną, 1916 kontroler w fabryce w Piotrogrodzie, później tokarz i ślusarz w Piotrogrodzie i Tambowie, od lipca 1918 do maja 1919 sekretarz wydziału rolnego gminnego komitetu wykonawczego, później instruktor wydziału gubernialnego komitetu wykonawczego w Czerepowcu. Od października 1919 w RKP(b) i Armii Czerwonej, żołnierz 7 Armii, pracownik cenzury wojennej, od maja do października 1920 szef gubernialnego wydziału cenzury wojennej w Czerepowcu, później w Niżnym Nowogrodzie, od października 1921 do lutego 1922 zastępca szefa okręgowego wydziału cenzury wojennej w Piotrogrodzie. Od lutego 1922 w Czece/GPU, pełnomocnik i pomocnik szefa Wydziału Specjalnego 56 Dywizji Piechoty w Starej Russie, od lutego 1934 do maja 1935 szef okręgowego oddziału GPU/NKWD w Murmańsku, od 29 maja 1936 do 27 października 1937 szef Głównego Zarządu Dróg Szosowych NKWD obwodu leningradzkiego, od 29 października 1937 do 21 kwietnia 1939 zastępca szefa i od września 1938 do kwietnia 1939 p.o. szef Głównego Zarządu Dróg Szosowych NKWD ZSRR, od 19 marca 1937 starszy porucznik, a od 25 lipca 1938 kapitan bezpieczeństwa państwowego. Od września 1938 do kwietnia 1939 pełnomocnik Gułag i Głównego Zarządu Dróg Szosowych NKWD ZSRR w Kraju Nadmorskim, od 19 kwietnia 1940 do stycznia 1941 zastępca szefa Zarządu Budownictwa nr 12 Głównego Zarządu Dróg Szosowych NKWD ZSRR (budowa drogi Lwów-Przemyśl), od stycznia do czerwca 1941 szef Oddziału 4 Wydziału 2 Zarządu Inżynieryjno-Drogowego Głównego Zarządu Lokalnej Obrony Powietrznej NKWD ZSRR, od lipca do września 1941 zastępca szefa i szef Budownictwa nr 1 w Połtawie. Od 1942 do kwietnia 1943 zastępca szefa wydziału Głównego Zarządu Dróg Armii Czerwonej, od 10 listopada 1942 pułkownik Armii Czerwonej, od stycznia 1949 do 9 marca 1951 szef rejonu budowy dróg nr 8 Głównego Zarządu Dróg Szosowych MWD ZSRR.

## Odznaczenia
- Order Lenina (1943)
- Order Czerwonego Sztandaru (dwukrotnie - 1943 i 1945)
- Order Wojny Ojczyźnianej I klasy (1944)
- Order „Znak Honoru” (1942)
- Odznaka "Honorowy Funkcjonariusz Czeki/GPU (V)"

I 9 medali.